# La Chapelle-Neuve (Côtes-d'Armor)
 La Chapelle-Neuve  (en bretón Ar Chapel-Nevez) es una población y comuna francesa, situada en la región de Bretaña, departamento de Côtes-d'Armor, en el distrito de Guingamp y cantón de Belle-Isle-en-Terre.

## Demografía
| 885 | 798 | 677 | 527 | 442 | 400 |
| Para los censos de 1962 a 1999 la población legal corresponde a la población sin duplicidades (Fuente: INSEE [Consultar]) |     |     |     |     |     |